# Телокактус
Телокактус (лат. Thelocactus) — род растений семейства Кактусовые (Cactaceae) из Северной Америки.

## Название
Название происходит от греческого слова "тело" - бугорок, сосок.

## Биологическое описание
Кактусы средних размеров, шаровидные или несколько приплюснутые, часто хорошо околюченные; с небольшим количеством рёбер, которые слабо или вообще не выражены, разделены на крупные бугорки, часто располагающиеся спирально; цветоносные бугорки сверху имеют более или менее выраженную бороздку; цветки появляются практически из центра растения, на очень молодых бугорках, довольно крупные, колокольчатые, дневные; рыльца на завязи обычно немногочисленные, их пазухи беспокровные, плод, насколько известно, сухой, растрескивающийся от базального отверстия; семена чёрные, слегка бугорчатые, с большим базальным хилумом.

## Распространение и экология
Родина - горные районы и плоскогорья Мексики и штата Техас (США). Большинство видов произрастает на каменистой известковой почве, среди травы и кустарников.

## Значение и применение
Телокактусы представляют интерес с точки зрения коллекционирования, чему способствуют небольшие размеры.

## Выращивание в культуре
В культуре не представляют больших сложностей. Необходимо хорошее солнечное освещение, хорошо дренированная каменистая почва. Зимовка сухая и прохладная. Прививка не требуется.

## Классификация
Изначально название Телокактус было введено Карлом М. Шуманом в 1898 году для обозначения подрода рода Эхинокактус. До оформления в самостоятельный род виды в разное время относили к родам Эхинокактус, Ферокактус, Гимнокактус, Гаматокактус. Н. Л. Бриттон и Дж. Н. Роуз в 1922 году сделали Телокактус самостоятельным родом (Bull. Toreu Club, 49, 451, 1922).

### Виды
Представители рода отличаются высоким полиморфизмом; разные авторы по-разному смотрят на ранг некоторых таксонов, входящих в состав рода. Для некоторых видов не существует общепринятых русских названий.
| Научное название                                                        | Русское название                                          |
| ----------------------------------------------------------------------- | --------------------------------------------------------- |
| Thelocactus bicolor (Galeotti ex Pfeiff.) Britton & Rose                | Телокактус двухцветный                                    |
| Thelocactus bicolor subsp. bicolor                                      | Телокактус двухцветный подвид двухцветный                 |
| Thelocactus bicolor subsp. flavidispinus (Backeb.) N.P.Taylor           | Телокактус двухцветный подвид жёлтоколючковый             |
| Thelocactus bicolor subsp. schwarzii (Backeb.) N.P.Taylor               | Телокактус двухцветный подвид Шварца                      |
| Thelocactus conothelos (Regel & Klein) Backeb. & F.M.Knuth              | Телокактус конусобугорковый                               |
| Thelocactus conothelos subsp. conothelos                                | Телокактус конусобугорковый подвид конусобугорковый       |
| Thelocactus conothelos subsp. aurantiacus (Glass & Foster) Glass        | Телокактус конусобугорковый подвид оранжевый              |
| Thelocactus garciae Glass & Mend.-Garc.                                 | Телокактус Гарсии                                         |
| Thelocactus hastifer (Werderm. & Boed.) F.M.Knuth                       | Телокактус копьеносный                                    |
| Thelocactus heterochromus (F.A.C.Weber) Oosten                          | Телокактус разноцветный                                   |
| Thelocactus hexaedrophorus (Lem.) Britton & Rose                        | Телокактус шестигранниконосный                            |
| Thelocactus hexaedrophorus subsp. hexaedrophorus                        | Телокактус шестигранниконосный подвид шестигранниконосный |
| Thelocactus hexaedrophorus subsp. lloydii (Britton & Rose) N.P.Taylor   | Телокактус шестигранниконосный подвид Ллойда              |
| Thelocactus lausseri Říha & Busek                                       | Телокактус Лауссера                                       |
| Thelocactus leucacanthus (Zucc. ex Pfeiff.) Britton & Rose              | Телокактус белоколючковый                                 |
| Thelocactus leucacanthus subsp. leucacanthus                            | Телокактус белоколючковый подвид белоколючковый           |
| Thelocactus leucacanthus subsp. schmollii (Werderm.) Mosco & Zanov.     | Телокактус белоколючковый подвид Шмолля                   |
| Thelocactus macdowellii (Rebut ex Quehl) Glass                          | Телокактус Макдауэлла                                     |
| Thelocactus rinconensis (Poselg.) Britton & Rose                        | Телокактус ринконский                                     |
| Thelocactus rinconensis subsp. rinconensis                              | Телокактус ринконский подвид ринконский                   |
| Thelocactus rinconensis subsp. hintonii Lüthy                           | Телокактус ринконский подвид Хинтона                      |
| Thelocactus setispinus (Engelm.) E.F.Anderson                           | Телокактус щетинкоколючковый                              |
| Thelocactus tulensis (Poselg.) Britton & Rose                           | Телокактус тульский                                       |
| Thelocactus tulensis subsp. tulensis                                    | Телокактус тульский подвид тульский                       |
| Thelocactus tulensis subsp. bueckii (Klein) N.P.Taylor                  | Телокактус тульский подвид Бюка                           |
| Thelocactus tulensis subsp. matudae (Sánchez-Mej. & A.B.Lau) N.P.Taylor | Телокактус тульский подвид Матуда                         |